# NBA 1978/79
Die NBA-Saison 1978/79 war die 33. Saison der National Basketball Association (NBA). Sie begann am Freitag, den 13. Oktober 1978, und endete regulär nach 902 Spielen am Sonntag, den 8. April 1979. Die Postseason begann am Dienstag, den 11. April, und endete am Freitag, den 1. Juni, mit 4—1 Finalsiegen der Seattle Supersonics über die Washington Bullets.

## Saisonnotizen
- Die Buffalo Braves zogen nach Kalifornien an die Pazifikküste und benannten sich in San Diego Clippers um. San Diego hatte damit nach sieben Jahren endlich wieder ein NBA-Franchise. Die Clippers gingen in die Pacific Division. Meister Washington Bullets verließ daraufhin die Central Division und schloss sich der Atlantic Division an. Die Detroit Pistons aus der Midwest Division nahmen dafür den Platz der Bullets ein.[1]
- Erster Draft-Pick in der NBA-Draft 1978 wurde Golden Gopher Mychal Thompson von der University of Minnesota für die Portland Trailblazers. Phil Ford von den Tar Heels der University of North Carolina at Chapel Hill wurde an zweiter Stelle von den Kansas City Kings ausgewählt und am Saisonende Rookie of the Year.[2]
- Am 11. November gab es die meisten Steals zweier Teams im Spiel der Philadelphia 76ers gegen die Detroit Pistons (24 und 16). 40 Steals gab es insgesamt dreimal.
- Die meisten Assists eines Spiels gewährten sich die Milwaukee Bucks mit 53 gegen Detroit am 26. Dezember. Sie hatten 31,2 Assists pro Spiel, den bislang zweitbesten Wert der NBA-Geschichte (Stand: 2020).
- Das 29. All-Star-Game fand am Sonntag, den 4. Februar 1979, vor 31.745 Zuschauern im Pontiac Silverdome von Detroit, Michigan statt. Das All-Star-Game wurde nur fünfmal in der NBA-Geschichte zahlreicher besucht. Lenny Wilkens’ Western All-Stars besiegten Dick Mottas Eastern All-Stars mit 134—129. All-Star Game MVP wurde David Thompson von den Denver Nuggets.[3]

## Abschlusstabellen
Pl. = Rang,  = Für die Playoffs qualifiziert, Sp = Anzahl der Spiele, S—N = Siege—Niederlagen, % = Siegquote (Siege geteilt durch Anzahl der bestrittenen Spiele), GB = Rückstand auf den Führenden der Division in der Summe von Sieg- und Niederlagendifferenz geteilt durch zwei, Heim = Heimbilanz, Ausw. = Auswärtsbilanz, Div. = Bilanz gegen die Divisionsgegner

### Eastern Conference

#### Atlantic Division
| Pl. | Mannschaft         | Sp | S—N   | %    | GB | Heim  | Ausw. | Div.  |
| --- | ------------------ | -- | ----- | ---- | -- | ----- | ----- | ----- |
| 1.  | Washington Bullets | 82 | 54—28 | .659 | —  | 31—10 | 23—18 | 11—50 |
| 2.  | Philadelphia 76ers | 82 | 47—35 | .573 | 7  | 31—10 | 16—25 | 09—70 |
| 3.  | New Jersey Nets    | 82 | 37—45 | .451 | 17 | 25—16 | 12—29 | 07—90 |
| 4.  | New York Knicks    | 82 | 31—51 | .378 | 23 | 23—18 | 08—33 | 07—90 |
| 5.  | Boston Celtics     | 82 | 29—53 | .354 | 25 | 21—20 | 08—33 | 06—10 |

#### Central Division
| Pl. | Mannschaft          | Sp | S—N   | %    | GB | Heim  | Ausw. | Div.  |
| --- | ------------------- | -- | ----- | ---- | -- | ----- | ----- | ----- |
| 1.  | San Antonio Spurs   | 82 | 48—34 | .585 | —  | 29—12 | 19—22 | 11—90 |
| 2.  | Houston Rockets     | 82 | 47—35 | .573 | 1  | 30—11 | 17—24 | 12—80 |
| 3.  | Atlanta Hawks       | 82 | 46—36 | .561 | 2  | 34—70 | 12—29 | 14—60 |
| 4.  | Detroit Pistons     | 82 | 30—52 | .366 | 18 | 22—19 | 08—33 | 09—11 |
| 5.  | Cleveland Cavaliers | 82 | 30—52 | .366 | 18 | 20—21 | 10—31 | 06—14 |
| 6.  | New Orleans Jazz    | 82 | 31—51 | .378 | 17 | 22—19 | 04—37 | 08—12 |

### Western Conference

#### Midwest Division
| Pl. | Mannschaft          | Sp | S—N   | %    | GB | Heim  | Ausw. | Div.  |
| --- | ------------------- | -- | ----- | ---- | -- | ----- | ----- | ----- |
| 1.  | 0Kansas City Kings0 | 82 | 48—34 | .585 | —  | 32—90 | 16—25 | 12—40 |
| 2.  | Denver Nuggets      | 82 | 47—35 | .573 | 1  | 29—12 | 18—23 | 14—60 |
| 3.  | Milwaukee Bucks     | 82 | 38—44 | .463 | 10 | 28—13 | 10—31 | 09—70 |
| 4.  | Indiana Pacers      | 82 | 38—44 | .463 | 10 | 25—16 | 13—28 | 06—10 |
| 5.  | Chicago Bulls       | 82 | 31—51 | .378 | 17 | 19—22 | 12—29 | 05—11 |

#### Pacific Division
| Pl. | Mannschaft            | Sp | S—N   | %    | GB | Heim  | Ausw. | Div.  |
| --- | --------------------- | -- | ----- | ---- | -- | ----- | ----- | ----- |
| 1.  | Seattle Supersonics   | 82 | 52—30 | .634 | —  | 31—10 | 21—20 | 11—90 |
| 2.  | Phoenix Suns          | 82 | 50—32 | .610 | 2  | 32—90 | 18—23 | 11—90 |
| 3.  | Los Angeles Lakers    | 82 | 47—35 | .573 | 5  | 32—90 | 16—25 | 11—90 |
| 4.  | Portland Trailblazers | 82 | 45—37 | .549 | 7  | 33—80 | 12—29 | 08—12 |
| 5.  | San Diego Clippers    | 82 | 43—39 | .524 | 9  | 29—12 | 14—27 | 11—90 |
| 6.  | Golden State Warriors | 82 | 38—44 | .463 | 14 | 23—18 | 15—26 | 08—12 |

## Ehrungen
- Most Valuable Player 1978/79: Moses Malone, Houston Rockets
- Rookie of the Year 1978/79: Phil Ford, Kansas City Kings
- Coach of the Year 1978/79: Cotton Fitzsimmons, Kansas City Kings
- Executive of the Year 1978/79: Bob Ferry, Washington Bullets
- J. Walter Kennedy Citizenship Award 1978/79: Calvin Murphy, Houston Rockets
- All-Star Game MVP 1979: David Thompson, Denver Nuggets
- NBA-Finals MVP 1979: Dennis Johnson, Seattle Supersonics

| - All-NBA First Team: - Marques Johnson, Milwaukee Bucks - Elvin Hayes, Washington Bullets - Moses Malone, Houston Rockets - George Gervin, San Antonio Spurs - Paul Westphal, Phoenix Suns | - All-NBA Second Team: - Walter Davis, Phoenix Suns - Bob Dandridge, Washington Bullets - Kareem Abdul-Jabbar, Los Angeles Lakers - World B. Free, San Diego Clippers - Phil Ford, Kansas City Kings |

- All-Rookie Team:
  - Phil Ford, Kansas City Kings
  - Mychal Thompson, Portland Trailblazers
  - Ron Brewer, Portland Trailblazers
  - Reggie Theus, Chicago Bulls
  - Terry Tyler, Detroit Pistons

| - All-Defensive First Team: - Bobby Jones, Philadelphia 76ers - Bobby Dandridge, Washington Bullets - Kareem Abdul-Jabbar, Los Angeles Lakers - Dennis Johnson, Seattle Supersonics - Don Buse, Phoenix Suns | - All-Defensive Second Team: - Maurice Lucas, Portland Trailblazers - M. L. Carr, Detroit Pistons - Moses Malone, Houston Rockets - Lionel Hollins, Portland Trailblazers - Eddie Johnson, Atlanta Hawks |

## Führende Spieler in Einzelwertungen
| Kategorie        | Spieler             | Mannschaft         | Wert     |
| ---------------- | ------------------- | ------------------ | -------- |
| Punkte/Spiel ∆   | George Gervin       | San Antonio Spurs  | 29,6 PpS |
| Wurfquote †      | Cedric Maxwell      | Boston Celtics     | 58,4 %   |
| Freiwurfquote ‡  | Rick Barry          | Houston Rockets    | 94,7 %   |
| Assists/Spiel ▲  | Kevin Porter        | Detroit Pistons    | 13,4 ApS |
| Steals/Spiel ►   | M. L. Carr          | Detroit Pistons    | 2,46 SpS |
| Blocks/Spiel ◀︎   | Kareem Abdul-Jabbar | Los Angeles Lakers | 3,95 BpS |
| Rebounds/Spiel ▼ | Moses Malone        | Houston Rockets    | 17,6 RpS |

∆ 70 Spiele oder 1400 Punkte erforderlich.

† 300 Körbe erforderlich. Maxwell nahm 808 Schüsse und traf 472 mal.

‡ 125 verwandelte Freiwürfe erforderlich. Barry traf 160 von 169.

▲ 70 Spiele oder 400 Assists erforderlich.

▼ 70 Spiele oder 800 Rebounds erforderlich.

► 70 Spiele oder 125 Steals erforderlich.

◀︎ 70 Spiele oder 100 Blocks erforderlich.

- Mit 367 beging Bill Robinzine von den Kansas City Kings die meisten Fouls. John Drew und Tree Rollins von den Atlanta Hawks waren mit 19 mal am häufigsten fouled out. Die meisten Disqualifikationen seit der Saison 1954/55 in einem Spiel gab es am 11. November zwischen Kansas City Kings und den Denver Nuggets, nämlich 5 und 3.
- Seit der Saison 1969/70 werden den Statistiken in den Kategorien „Punkte“, „Assists“ und „Rebounds“ nicht länger die insgesamt erzielten Leistungen zu Grunde gelegt, sondern die Quote pro Spiel.[4]
- Moses Malone von den Houston Rockets stand in 82 Einsätzen 3390 Minuten auf dem Parkett. Das ist eine Quote von 41,3 Minuten pro Spiel, beides Saisonbestwerte.
- Den besten Punkteschnitt der Saison hatte George Gervin mit 29,6 Punkten pro Spiel. Bei 2365 Punkten in 80 Einsätzen hatte er auch die insgesamt meisten Punkte.
- Rick Barry verwandelte mit der besten Freiwurfquote die insgesamt vierundneunzigstmeisten Freiwürfe. Mit 654 bei einer Quote von 75,6 % warf World B. Free für die San Diego Clippers die meisten Freiwürfe.
- Kevin Porter gewährte bei der besten Quote von 13,4 Assists pro Spiel mit 1099 Assists die insgesamt meisten der Liga in 82 Spielen.
- M. L. Carr hatte neben der besten Stealrate von 2,46 SpS die insgesamt drittmeisten Steals mit 197 in 80 Spielen. Norm Nixon von den Los Angeles Lakers und Eddie Jordan von den New Jersey Nets hatten jeweils 201 Steals in 82 Spielen bei einer Quote von 2,45 SpS.
- Kareem Abdul-Jabbar blockte insgesamt 316 Korbwürfe in 80 Spielen und hatte damit 3,95 Blocks pro Spiel. Viermal gewann Abdul-Jabbar die Blockerkrone der Saison. Niemand führte die Liga öfter an. In seiner Karriere hatte er 3189 Blocks. Nur Hakeem Olajuwon und Dikembe Mutombo blockten öfter.
- Moses Malone hatte bei einer Quote von 17,6 Rebounds pro Spiel mit 1444 Rebounds die insgesamt meisten in 82 Spielen. Er stellte auch den Saisonrekord für die meisten Defensiv- und Offensivrebounds mit 857 und 587 auf. Nie gab es in einer Saison mehr Offensivrebounds. Malone hatte die meisten Karriere-Offensivrebounds (6731), führte die Liga achtmal an, davon zwischen 1976 und 1983 siebenmal in Folge, hat den höchsten Offensivreboundschnitt bei mindestens 400 (5,1 ORpS) und hatte die bisher meisten Offensivrebounds eines Spiels mit 19 gegen den New Orleans Jazz am 9. Februar. Am 11. Februar 1982 gegen die Seattle Supersonics gelangen ihm sogar 21 (Stand: 2020).

## Playoffs-Baum
|  | Eröffnungsrunde | Eröffnungsrunde       | Eröffnungsrunde    |                    |                     | Conference-Halbfinals | Conference-Halbfinals | Conference-Halbfinals |  |  | Conference-Finals | Conference-Finals | Conference-Finals |  |  | NBA-Finals | NBA-Finals | NBA-Finals |
|  |                 |                       |                    |                    |                     |                       |                       |                       |  |  |                   |                   |                   |  |  |            |            |            |
|  |                 |                       |                    |                    |                     |                       |                       |                       |  |  |                   |                   |                   |  |  |            |            |            |
|  |                 |                       |                    |                    |                     |                       |                       |                       |  |  |                   |                   |                   |  |  |            |            |            |
|  | W1              | Seattle Supersonics   | 4                  |                    |                     |                       |                       |                       |  |  |                   |                   |                   |  |  |            |            |            |
|  | W1              | Seattle Supersonics   | 4                  |                    |                     |                       |                       |                       |  |  |                   |                   |                   |  |  |            |            |            |
|  |                 |                       | W5                 | Los Angeles Lakers | 1                   |                       |                       |                       |  |  |                   |                   |                   |  |  |            |            |            |
|  | W4              | Denver Nuggets        | W5                 | Los Angeles Lakers | 1                   | 1                     |                       |                       |  |  |                   |                   |                   |  |  |            |            |            |
|  | W4              | Denver Nuggets        |                    |                    |                     | 1                     |                       |                       |  |  |                   |                   |                   |  |  |            |            |            |
|  | W5              | Los Angeles Lakers    | 2                  |                    |                     |                       |                       |                       |  |  |                   |                   |                   |  |  |            |            |            |
|  | W5              | Los Angeles Lakers    | 2                  | W1                 | Seattle Supersonics | 4                     |                       |                       |  |  |                   |                   |                   |  |  |            |            |            |
|  |                 |                       |                    | W1                 | Seattle Supersonics | 4                     | Western Conference    |                       |  |  |                   |                   |                   |  |  |            |            |            |
|  |                 | W3                    | Phoenix Suns       | 3                  |                     |                       |                       |                       |  |  |                   |                   |                   |  |  |            |            |            |
|  | W3              | W3                    | Phoenix Suns       | 3                  | Phoenix Suns        | 2                     |                       |                       |  |  |                   |                   |                   |  |  |            |            |            |
|  | W3              |                       |                    |                    | Phoenix Suns        | 2                     |                       |                       |  |  |                   |                   |                   |  |  |            |            |            |
|  | W6              | Portland Trailblazers | 1                  |                    |                     |                       |                       |                       |  |  |                   |                   |                   |  |  |            |            |            |
|  | W6              | Portland Trailblazers | 1                  | W2                 | Kansas City Kings   | 1                     |                       |                       |  |  |                   |                   |                   |  |  |            |            |            |
|  |                 |                       |                    | W2                 | Kansas City Kings   | 1                     |                       |                       |  |  |                   |                   |                   |  |  |            |            |            |
|  |                 |                       | W3                 | Phoenix Suns       | 4                   |                       |                       |                       |  |  |                   |                   |                   |  |  |            |            |            |
|  |                 |                       |                    | Phoenix Suns       | 4                   |                       |                       |                       |  |  |                   |                   |                   |  |  |            |            |            |
|  |                 |                       |                    |                    |                     |                       |                       |                       |  |  |                   |                   |                   |  |  |            |            |            |
|  |                 |                       |                    |                    |                     |                       |                       |                       |  |  |                   |                   |                   |  |  |            |            |            |
|  | W1              | Seattle Supersonics   | 4                  |                    |                     |                       |                       |                       |  |  |                   |                   |                   |  |  |            |            |            |
|  | W1              | Seattle Supersonics   | 4                  |                    |                     |                       |                       |                       |  |  |                   |                   |                   |  |  |            |            |            |
|  |                 | E1                    | Washington Bullets | 1                  |                     |                       |                       |                       |  |  |                   |                   |                   |  |  |            |            |            |
|  |                 |                       |                    | 1                  |                     |                       |                       |                       |  |  |                   |                   |                   |  |  |            |            |            |
|  |                 |                       |                    |                    |                     |                       |                       |                       |  |  |                   |                   |                   |  |  |            |            |            |
|  |                 |                       |                    |                    |                     |                       |                       |                       |  |  |                   |                   |                   |  |  |            |            |            |
|  | E3              | Philadelphia Sixers   | 3                  |                    |                     |                       |                       |                       |  |  |                   |                   |                   |  |  |            |            |            |
|  | E3              | Philadelphia Sixers   | 3                  |                    |                     |                       |                       |                       |  |  |                   |                   |                   |  |  |            |            |            |
|  |                 |                       | E2                 | San Antonio Spurs  | 4                   |                       |                       |                       |  |  |                   |                   |                   |  |  |            |            |            |
|  | E6              | New Jersey Nets       | E2                 | San Antonio Spurs  | 4                   | 0                     |                       |                       |  |  |                   |                   |                   |  |  |            |            |            |
|  | E6              | New Jersey Nets       |                    |                    |                     | 0                     |                       |                       |  |  |                   |                   |                   |  |  |            |            |            |
|  | E3              | Philadelphia Sixers   | 2                  |                    |                     |                       |                       |                       |  |  |                   |                   |                   |  |  |            |            |            |
|  | E3              | Philadelphia Sixers   | 2                  | E2                 | San Antonio Spurs   | 3                     |                       |                       |  |  |                   |                   |                   |  |  |            |            |            |
|  |                 |                       |                    | E2                 | San Antonio Spurs   | 3                     | Eastern Conference    |                       |  |  |                   |                   |                   |  |  |            |            |            |
|  |                 | E1                    | Washington Bullets | 4                  |                     |                       |                       |                       |  |  |                   |                   |                   |  |  |            |            |            |
|  | E5              | E1                    | Washington Bullets | 4                  | Atlanta Hawks       | 2                     |                       |                       |  |  |                   |                   |                   |  |  |            |            |            |
|  | E5              |                       |                    |                    |                     |                       |                       |                       |  |  |                   |                   |                   |  |  |            |            |            |
|  | E4              | Houston Rockets       | 0                  |                    |                     |                       |                       |                       |  |  |                   |                   |                   |  |  |            |            |            |
|  | E4              | Houston Rockets       | 0                  | E5                 | Atlanta Hawks       | 3                     |                       |                       |  |  |                   |                   |                   |  |  |            |            |            |
|  |                 |                       |                    | E5                 | Atlanta Hawks       | 3                     |                       |                       |  |  |                   |                   |                   |  |  |            |            |            |
|  |                 |                       | E1                 | Washington Bullets | 4                   |                       |                       |                       |  |  |                   |                   |                   |  |  |            |            |            |
|  |                 |                       |                    | Washington Bullets | 4                   |                       |                       |                       |  |  |                   |                   |                   |  |  |            |            |            |
|  |                 |                       |                    |                    |                     |                       |                       |                       |  |  |                   |                   |                   |  |  |            |            |            |
|  |                 |                       |                    |                    |                     |                       |                       |                       |  |  |                   |                   |                   |  |  |            |            |            |

## Playoffs-Ergebnisse
Die Playoffs begannen am 11. April und wurden in der Eröffnungsrunde, in der die Conference-Dritten gegen die Conference-Sechsten und die Conference-Vierten gegen die Conference-Fünften um den Einzug in die Conference-Halbfinals spielten, nach dem Modus Modus „Best of Three“ ausgetragen. Die Divisionssieger hatten ein Freilos in der ersten Runde, dem Conference-Ersten wurde der Sieger aus dem Spiel Conference-Vierter gegen Conference-Fünfter zugeteilt. In den Conference-Halbfinals, den Conference-Finals und den NBA-Finals galt der „Best of Seven“-Ausscheidungs-Modus.
Tom Henderson von den Washington Bullets gewährte 107 Assists in der Postseason, Teamkamerad Elvin Hayes errang 266 Rebounds. Gus Williams von den Seattle Supersonics erzielte 454 Punkte.
Saison-Rebound-König Moses Malone sorgte gleich in der ersten Runde weiter für Aufsehen: In der Zwei-Spiele-Playoff-Serie seiner Rockets gegen Atlanta errang er die meisten Rebounds (41) und die meisten Offensivrebounds (25). Auch deswegen hatte Houston mit 51 die meisten Offensivrebounds und kam es am 11. April zu den meisten Offensivrebounds zweier Teams, nämlich 51 (Rockets 27, Hawks 24). Die zweitmeisten Offensivrebounds einer Zweier-Serie hatte Dan Roundfield von den Hawks mit 13. Als einer von sieben Spielern der NBA-Geschichte hatte er 12 persönliche Fouls in der Serie. Bisher warfen fünf Spieler in einer Zweier-Serie 8 Freiwürfe ohne Fehlwurf und in dieser Eröffnungsrunde gleich drei: Die Rockets Rick Barry und Mike Newlin sowie Sixer Caldwell Jones in der Serie gegen die Nets.
Die Sixers gewährten sich insgesamt 62 Assists und egalisierten damit den Rekord von 1978. In dieser Serie hatte John Williamson von den Nets 14 Ballverluste, am 11. April gleich 11, nur James Harden leistete sich 2015 einen mehr. Williamsons Gegner Maurice Cheeks kam hingegen auf 10 Balleroberungen und am 11. April auf 8. Nur Allen Iverson hatte in der Saison 1998/99 zwei mehr. In den 7 Spielen der Eastern Conference-Halbfinals gelangen Cheeks 27 Balleroberungen, eine weniger als John Stockton in den Playoffs 1988.
In den Western Conference-Halbfinals gelangen den Kansas City Kings gegen die Phoenix Suns mit 66 die meisten Balleroberungen einer Fünf-Spiele-Serie, während den Suns mit 128 die meisten Ballverluste unterliefen.
Die Eastern Conference-Finals sahen die meisten Offensivrebounds einer Sieben-Spiele-Playoffserie durch die Washington Bullets mit 142 und Wes Unseld mit 45 (Stand: 2020).

### Eastern Conference-Eröffnungsrunde
Philadelphia 76ers 2, New Jersey Nets 0

Mittwoch, 11. April: Philadelphia 114 – 132 New Jersey

Freitag, 13. April: New Jersey 109 – 107 Philadelphia
Atlanta Hawks 2, Houston Rockets 0

Mittwoch, 11. April: Houston 103 – 94 Atlanta

Freitag, 13. April: Atlanta 103 – 107 Houston

### Western Conference-Eröffnungsrunde
Phoenix Suns  2, Portland Trailblazers 1

Dienstag, 10. April: Phoenix 107 – 103 Portland

Freitag, 13. April: Portland 96 – 92 Phoenix

Sonntag, 15. April: Phoenix 101 – 91 Portland
Los Angeles Lakers 2, Denver Nuggets 1

Dienstag, 10. April: Denver 110 – 105 Los Angeles

Freitag, 13. April: Los Angeles 121 – 109 Denver

Sonntag, 15. April: Denver 111 – 112 Los Angeles

### Eastern Conference-Halbfinals
Washington Bullets 4, Atlanta Hawks 3

Sonntag, 15. April: Washington 103 – 89 Atlanta

Dienstag, 17. April: Washington 99 – 107 Atlanta

Freitag, 20. April: Atlanta 77 – 89 Washington

Sonntag, 22. April: Atlanta 118 – 120 Washington (n. V.)

Dienstag, 24. April: Washington 103 – 107 Atlanta

Donnerstag, 26. April: Atlanta 104 – 86 Washington

Sonntag, 29. April: Washington 100 – 94 Atlanta
San Antonio Spurs 4, Philadelphia 76ers 3

Sonntag, 15. April: San Antonio 119 – 106 Philadelphia

Dienstag, 17. April: San Antonio 121 – 120 Philadelphia

Freitag, 20. April: Philadelphia 123 – 115 San Antonio

Sonntag, 22. April: Philadelphia 112 – 115 San Antonio

Donnerstag, 26. April: San Antonio 97 – 120 Philadelphia

Sonntag, 29. April: Philadelphia 92 – 90 San Antonio

Mittwoch, 2. Mai: San Antonio 111 – 108 Philadelphia

### Western Conference-Halbfinals
Seattle Supersonics 4, Los Angeles Lakers 1

Dienstag, 17. April: Seattle 112 – 101 Los Angeles

Mittwoch, 18. April: Seattle 108 – 103 Los Angeles (n. V.)

Freitag, 20. April: Los Angeles 118 – 112 Seattle (n. V.)

Sonntag, 22. April: Los Angeles 115 – 117 Seattle

Mittwoch, 25. April: Seattle 106 – 100 Los Angeles
Phoenix Suns 4, Kansas City Kings 1

Dienstag, 17. April: Phoenix 102 – 99 Kansas City

Freitag, 20. April: Kansas City 111 – 91 Phoenix

Sonntag, 22. April: Phoenix 108 – 93 Kansas City

Mittwoch, 25. April: Kansas City 94 – 108 Phoenix

Freitag, 27. April: Phoenix 120 – 99 Kansas City

### Eastern Conference-Finals
Washington Bullets 4, San Antonio Spurs 3

Freitag, 4. Mai: Washington 97 – 118 San Antonio

Sonntag, 6. Mai: Washington 115 – 95 San Antonio

Mittwoch, 9. Mai: San Antonio 116 – 114 Washington

Freitag, 11. Mai: San Antonio 118 – 102 Washington

Sonntag, 13. Mai: Washington 107 – 103 San Antonio

Mittwoch, 16. Mai: San Antonio 100 – 108 Washington

Freitag, 18. Mai: Washington 107 – 105 San Antonio

### Western Conference-Finals
Seattle Supersonics 4, Phoenix Suns 3

Dienstag, 1. Mai: Seattle 108 – 93 Phoenix

Freitag, 4. Mai: Seattle 103 – 97 Phoenix

Sonntag, 6. Mai: Phoenix 113 – 103 Seattle

Dienstag, 8. Mai: Phoenix 100 – 91 Seattle

Freitag, 11. Mai: Seattle 93 – 99 Phoenix

Sonntag, 13. Mai: Phoenix 105 – 106 Seattle

Donnerstag, 17. Mai: Seattle 114 – 110 Phoenix

## NBA-Finals

### Seattle Supersonics vs. Washington Bullets
Die Seattle Supersonics revanchierten sich für die NBA-Finals des Vorjahres. Den Sonics gelangen mit 82 die meisten Offensivrebounds einer Fünf-Spiele-Finalserie. Elvin Hayes’ 21 Offensivrebounds, der zweitbeste Wert, hatte daran sicherlich Anteil. Nie hatte ein Spieler mehr Offensivrebounds in einem Finalspiel als Hayes am 27. Mai mit 11. Wes Unseld stand am 29. Mai die längste Zeit ohne jeglichen Ballverlust auf dem Parkett: 50 Minuten.
Seattle hatte hingegen mit 162 die zweitmeisten Defensivrebounds in der Serie und Jack Sikma davon die meisten mit 62 (Stand: 2020).
Die Finalergebnisse:

Sonntag, 20. Mai: Washington 99 – 97 Seattle

Donnerstag, 24. Mai: Washington 82 – 92 Seattle

Sonntag, 27. Mai: Seattle 105 – 95 Washington

Dienstag, 29. Mai: Seattle 114 – 112 Washington (n. V.)

Freitag, 1. Juni: Washington 93 – 97 Seattle
Die Seattle Supersonics werden mit 4—1 Siegen zum ersten Mal NBA-Meister.

## Die Meistermannschaft der Seattle Supersonics
| Dennis Awtrey, Fred Brown, Dennis Johnson, John Johnson, Lars Hansen, Joe Hassett, Tom LaGarde, Jackie Robinson, Lonnie Shelton, Jack Sikma, Paul Silas, Dick Snyder, Wally Walker, Gus Williams Head Coach Lenny Wilkens |